# Juan Carlos Calabró
Juan Carlos Calabró (Buenos Aires, 3 de febrero de 1934 - ibídem, 5 de noviembre de 2013) fue un actor, locutor y humorista argentino. Con una larga y destacada trayectoria en varios medios artísticos, Calabró obtuvo un gran reconocimiento y es recordado por crear e interpretar personajes televisivos como Johnny Tolengo, Renato el contra, también conocido como "El Contra" y "Aníbal", entre otros, convirtiéndose en uno de los humoristas argentinos más populares.

## Biografía
Debutó en radio, a principios de los años 1960, con el programa Farandulandia, y llegó a la televisión en 1962 con la exitosa comedia Telecómicos (escrita por Aldo Cammarota y Délfor). En esa década comenzó su participación en teatro con Extraña pareja, la mítica obra de Neil Simon, y en conocidos teatros de revistas en el Teatro Maipo, el Teatro El Nacional y el Teatro Astros.
Calabró era hincha de River, pero sin querer se fue metiendo en el corazón de Villa Dálmine y su gente, y el club de Campana lo atrapó para siempre. En 1972 participó en el programa Circus Show de Carlitos Balá junto a Carlitos Balá, Delfor Medina y Mario Sánchez, entre otros. En 1978 comenzó en televisión con un rol protagónico en La vida en Calabromas (a partir de 1980 acortado a Calabromas), programa que, con distintos formatos y versiones, fue un suceso cómico irrepetible de los años ochenta. Recordados personajes como el genial, vanguardista y, generalmente, subestimado «Johny Tolengo, el majestuoso», haciéndose auspiciar por la ficticia gaseosa "Cocucha Efervescente", «Gran Valor» y el inolvidablemente tierno y sincero «Aníbal, un pelotazo en contra» creados para este programa.

### El Contra
En 1973, nace en el programa El chupete, un sketch llamado El Contra -aunque ya registraba apariciones en "Telecómicos" con el nombre El admirador, según él mismo afirmaba-.
"Renato Pasalaqua", tal el nombre del personaje de "El Contra", siempre llegaba a un bar donde Marcos Zucker estaba esperando a un famoso, que luego llegaba y al que hacía enojar, primero confundiéndolas con otras personas y luego contradiciéndolo.
Algo destacado de "El Contra" es que siempre llamaba a un camarero llamado Pedro, se le oía frecuentemente, al llegar un invitado, gritar, a la par que hacía como que miraba a alguien fuera del alcance de la cámara: "¡Pedro, mirá quién vino!". El camarero es del café "Tabac" de Buenos Aires, café sito en la esquina de las avenidas Coronel Díaz y Avenida del Libertador (en el video donde se entrevista a Pedro es posible ver el dibujo de una hoja de tabaco en la pared, monograma de dicho café), lugar que Calabró frecuentaba.
La dupla con Marcos Zucker se mantendría por muchos años y pasando por diferentes programas y canales (el sketch de El Contra pasó a ser parte de Calabromas) hasta que en 1980, se separan. En 1981 y solo por un año, el partenaire de Calabró (siempre dentro de Calabromas) sería Fernando Bravo. En 1982, pasa este sketch al programa Operación Ja-Já con Gerardo Sofovich -el guionista y director del programa- como compañero del personaje. Allí se mantendría hasta 1984. En 1987, comparte programa con otro personaje clásico de Sofovich, ese programa se llamó “El contra y el hijo de Don Mateo”.
Pero recién en 1989, empieza con el programa íntegramente dedicado al personaje Toda estrella tiene contra haciendo dupla con Antonio Carrizo. Este envío se desarrolló entre 1989 y 1997. En 2003, volvió la misma dupla. En 2012, tuvo una participación especial, haciendo dupla con Ricardo Fort en el ciclo Fort Night Show.

## Trayectoria
Filmó 16 películas durante su carrera artística. Entre ellas: Gran valor, Gran valor en la Facultad de Medicina, Diablito de barrio, Villa Cariño, Villa Cariño está que arde. También realizó varios cameos junto al humorista Luis Sandrini, quien se despedía definitivamente del cine. Entre ellas figuran: La fiesta de todos (1978) y Frutilla (1980).
Otras obras recordadas son las protagonizadas junto a otra estrella del espectáculo cómico argentino, Juan Carlos Altavista (en su papel de «Minguito Tinguitella»): Mingo y Aníbal, dos pelotazos en contra (1984), Mingo y Aníbal contra los fantasmas (1985) y el clásico del humor absurdo-bizarro por excelencia del cine argentino: Mingo y Aníbal en la mansión embrujada (1986).
En 1987 llevó al cine otro personaje que también pertenecía a la factoría del exitoso programa Calabromas: Johny Tolengo, el majestuoso. Junto a Susana Giménez compartió cartel en tres películas que fueron Donde duermen dos, duermen tres, Yo también tengo fiaca y Me sobra un marido.
En 1999 participó de la exitosa serie televisiva Campeones de la vida y en la primera mitad de la década siguiente, volvió a protagonizar El Contra y colaboró con algunos capítulos de la telenovela Padre Coraje en 2004.
Editó en vinilos La vida en Calabromas. Como su personaje Johny Tolengo publicó el vinilo y casete Johny Tolengo el majestuoso en 1986 y Mis amigos los pibes en 1987.
En 2005 hizo apariciones esporádicas con la obra Calabró + Calabró, donde el humorista compartía el escenario con su hija Iliana, desplegando su clásico humor familiar.

"La clave de mi carrera fue que yo fui el creador de mi propio muñeco."
Juan Carlos Calabró.

## Filmografía
- Sangre (2003)
- Tres alegres fugitivos (1988)...Aníbal (cameo)
- Johnny Tolengo, el majestuoso (1987)...Johnny Tolengo
- Me sobra un marido (1987)...Ulises
- Mingo y Aníbal en la mansión embrujada (1986)...Aníbal
- Mingo y Aníbal contra los fantasmas (1985)...Aníbal
- Mingo y Aníbal, dos pelotazos en contra (1984)...Aníbal
- Diablito de barrio (1983)
- Gran Valor en la Facultad de Medicina (1981)...Gran Valor / Alfredo Márquez
- Abierto día y noche (1981) ...Taxista
- ¿Los piolas no se casan...? (1981)...Taxista
- Frutilla (1980)...César Ratti
- Gran valor (1980)...Abel Amoroso / Luis "Lucho" Santanelli
- Donde duermen dos... duermen tres (1979)...Enrique
- La fiesta de todos (1979)
- Yo también tengo fiaca! (1978)...Jorge Di Lorenzo
- La guerra de los sostenes (1976)
- Villa Cariño está que arde (1968)
- Las pirañas (1967)
- Escala musical (1966)

## Discografía
- 1963: "Verdaderamente" (Simple) - SELLO VERDE
- 1964: "La pose Vol. 2" (Simple) - SELLO VERDE
- 1970: "La vida en Calabromas" - SELLO VERDE
- 1986: "Johny Tolengo - El Majestuoso" - MICROFON ARGENTINA S.A.
- 1987: "Johny Tolengo - Mis amigos los pibes" - MICROFON ARGENTINA S.A.

## Familia
Juan Carlos Calabró contrajo matrimonio con Coca Picardi: juntos fueron padres de la actriz y vedette Iliana Calabró y de la periodista y politóloga Marina Calabró.

## Premios y homenajes
- 1981, Premio Konex, actor de variedades.[9]
- 2008, Premio Estrella de Mar por labor cómica masculina, espectáculo Calabró + Calabró.[10]
- 2011, Personalidad Destacada de la Cultura, por cincuenta años de trayectoria artística.[11]
- 2013, Premio Martín Fierro a la trayectoria por sus 50 años de carrera.[12]
- 2018, se inaugura en el barrio de Villa del Parque, CABA, un paso bajo nivel que lleva el nombre de cuatro vecinos célebres de la Comuna 11: Juan Carlos Calabró, Jorge Guinzburg, Gilda y Mariano Mores. Las paredes de dicha obra fueron decoradas con imágenes de estas personalidades.

“Estuve 50 años en la televisión sin decir una sola mala palabra y demostré cómo se puede hacer sonreír a la gente sin decir una grosería”.
Juan Carlos Calabró.

## Fallecimiento
Falleció el 5 de noviembre de 2013, a los 79 años, debido a una insuficiencia renal, en el Hospital Británico de Buenos Aires.
Sus restos descansan en el panteón de la Asociación Argentina de actores del Cementerio de la Chacarita.